# Аеродром Скијатос
Међународни аеродром „Александрос Пападијамантис” Скијатос (грч. Κρατικός Αερολιμένας Σκιάθου „Αλέξανδρος Παπαδιαμάντης”) је међународни аеродром грчког острва и туристичког одредишта Скијатос. Аеродром се налази уз град Скијатос, на источној делу острва.
Аеродром Скијатос махом опслужује туристе, па преовлађују сезонске линије и чартери. По последњим подацима из 2022. године кроз аеродром Скијатос је прошло преко пола милиона путника.
Како је аеродром одмах уз град и море, он је сам постао атракција, јер се слетање и полетање авиона одвија непосредно изнад локалног пута.

## Авио-компаније и дестинације
Следеће авио-компаније обављају редовне и чартер летове на аеродрому Скијатос:
| Airlines              | Destinations |
| --------------------- | --- |
| Air Serbia            | Seasonal charter: Belgrade |
| arkia                 | Seasonal charter: Tel Aviv |
| Avanti Air            | Seasonal charter: Graz, Klagenfurt |
| Austrian Airlines     | Seasonal: Vienna |
| British Airways       | Seasonal: London–City |
| Condor                | Seasonal: Munich |
| Cyprus Airways        | Seasonal: Larnaca |
| Discover Airlines     | Seasonal: Frankfurt |
| easyJet               | Seasonal: Basel/Mulhouse (begins 24 June 2025), Bristol, London–Gatwick, Manchester, Milan–Malpensa, Naples                                       |
| Edelweiss Air         | Seasonal: Zurich |
| Jet2.com              | Seasonal: Birmingham, Bristol, East Midlands, Leeds/Bradford, London–Luton (begins 23 May 2026), London–Stansted, Manchester, Newcastle upon Tyne |
| Neos                  | Seasonal: Milan–Malpensa, Verona |
| Olympic Air           | Athens |
| Scandinavian Airlines | Seasonal charter: Copenhagen, Gothenburg, Oslo, Stavanger, Stockholm–Arlanda                                                                      |
| Ryanair               | Seasonal: Bari, Bergamo, Bratislava (begins 3 June 2025), Bucharest–Otopeni, Budapest, Pisa, Prague, Rome–Fiumicino, Sofia, Vienna                |
| Sky Express           | Athens |
| Smartwings            | Seasonal charter: Prague |
| Sunclass Airlines     | Seasonal charter: Copenhagen, Oslo, Stockholm–Arlanda                                                                                             |
| Transavia             | Seasonal: Amsterdam, Paris–Orly |
| TUI Airways           | Seasonal: Birmingham, Bristol, East Midlands, London–Gatwick, Manchester, Newcastle upon Tyne                                                     |
| TUI fly Netherlands   | Seasonal: Amsterdam |
| Volotea               | Seasonal: Bari, Naples, Venice |
| Wizz Air              | Seasonal: Milan–Malpensa, Naples, Rome–Fiumicino                                                                                                  |